# 小羽枝藓
小羽枝藓（学名：Pinnatella ambigua）为平藓科羽枝藓属下的一个种。